# Nacaduba bandana
Nacaduba bandana är en fjärilsart som beskrevs av Swinhoe 1916. Nacaduba bandana ingår i släktet Nacaduba och familjen juvelvingar. Inga underarter finns listade i Catalogue of Life.